# 6936 Кассатт
6936 Кассатт (6936 Cassatt) — астероїд головного поясу, відкритий 24 вересня 1960 року.
Тіссеранів параметр щодо Юпітера — 3,407.